# Nina Brown
Nina Brown (Uxbridge, 21 gennaio 1915 – Clayton, 22 aprile 2018) è stata una tennista britannica naturalizzata statunitense.

## Carriera
La sua stagione migliore fu quella del 1939 quando raggiunse i quarti di finale nel doppio sia agli Internazionali di Francia che a Wimbledon, sull'erba londinese raggiunse la finale del doppio misto in coppia con Frank Wilde ma vennero sconfitti in due set da Bobby Riggs e Alice Marble.
Nel 1939 si trovava a New York per disputare la Wightman Cup quando ebbe inizio il secondo conflitto mondiale, rimase negli Stati Uniti riducendo l'attività agonistica. Si sposò con Everett Hamilton con cui ebbe quattro figli.

## Finali del Grande Slam

### Doppio misto

#### Finali perse (1)
| Anno | Torneo              | Compagno    | Avversari in finale      | Risultato |
| 1939 | Torneo di Wimbledon | Frank Wilde | Bobby Riggs Alice Marble | 7–9, 1–6  |